# N'zi-Comoé
N'zi-Comoé is een van de voormalige negentien regio's van Ivoorkust en bevond zich in het
oosten van dat land. De laatste schatting van 2007 gaf aan dat de regio
ruim één miljoen inwoners telde. De laatste officiële census in 1988 telde nog 556.565
inwoners. N'zi-Comoé had een oppervlakte van bijna 20.000 vierkante kilometer en had
Dimbokro als hoofdplaats.
In 2011 werd de regio afgeschaft en het gebied vormt sindsdien een onderdeel van het district Lacs.

## Grenzen
De regio N'zi-Comoé lag in het oosten van Ivoorkust waar alle grenzen gevormd werden met zes andere regio's:
- Vallée du Bandama in het noordwesten.
- Zanzan in het noordoosten.
- Moyen-Comoé in het oosten.
- Agnéby in het zuidoosten.
- Lagunes in het zuidwesten.
- Lacs in het westen.

## Departementen
De regio bestond uit vijf departementen:
:
- Bocanda
- Bongouanou
- Daoukro
- Dimbokro
- Mbahiakro